# Austerlitz (filme)
Austerlitz (em italiano:  La battaglia di Austerlitz; bra: A Batalha de Austerlitz) é um filme franco-ítalo-iugoslavo-liechtensteinense de 1960, do gênero drama histórico, dirigido por Abel Gance.

## Sinopse
A primeira metade desse filme de Abel Gance enfoca, principalmente, a vida privada de Napoleão Bonaparte, as intrigas de sua corte e o comportamento de sua complicada família.
A segunda metade é dedicada a uma minuciosa reconstituição da famosa Batalha de Austerlitz, também conhecida como "batalha dos três imperadores", uma vez que nela estiveram presentes, além de Napoleão, o imperador da Áustria, Francisco José 1º, e o csar da Rússia, Alexandre 1º.
Em Austerlitz, o prodigioso corso enfrentou os exércitos combinados austro-russos, colhendo uma de suas mais expressivas vitórias.

## Elenco
- Pierre Mondy.... Napoleão Bonaparte
- Martine Carol.... Joséphine de Beauharnais
- Claudia Cardinale.... Pauline Bonaparte
- Leslie Caron.... Mlle. de Vaudey
- Vittorio De Sica.... papa Pio 6º
- Elvire Popesco.... Laetitia Bonaparte
- Jean Marais.... Carnot
- Michel Simon.... Alboise
- Orson Welles.... Robert Fulton
- Georges Marchal.... marechal Jean Lannes
- Jack Palance.... general Weirother
- Jean-Louis Trintignant.... Ségur filho
- Rossano Brazzi.... Lucien Bonaparte
- Jean Mercure.... Talleyrand
- Anna-Maria Ferrero.... Elisa Bonaparte